# Arrhopalites spinosus
Arrhopalites spinosus is een springstaartensoort uit de familie van de Arrhopalitidae. De wetenschappelijke naam van de soort is voor het eerst geldig gepubliceerd in 1967 door Rusek.